# Caíque Venâncio Lemes
Caíque Venâncio Lemes, meglio noto come Caíque (Varginha, 12 luglio 1993), è un calciatore brasiliano, attaccante dell'Ayutthaya Utd.

## Carriera
Ha giocato nella prima divisione dei campionati portoghese, thailandese e vietnamita, oltre ad aver militato nella seconda divisione brasiliana. Inoltre, ha giocato 6 partite nella fase a gironi della AFC Champions League.

## Statistiche

### Presenze e reti nei club
Statistiche aggiornate all'11 luglio 2021.
| Stagione        | Squadra         | Campionato      | Campionato | Campionato | Coppe nazionali | Coppe nazionali | Coppe nazionali | Coppe continentali | Coppe continentali | Coppe continentali | Altre coppe | Altre coppe | Altre coppe | Totale | Totale |
| Stagione        | Squadra         | Comp            | Pres       | Reti       | Comp            | Pres            | Reti            | Comp               | Pres               | Reti               | Comp        | Pres        | Reti        | Pres   | Reti   |
| --------------- | --------------- | --------------- | ---------- | ---------- | --------------- | --------------- | --------------- | ------------------ | ------------------ | ------------------ | ----------- | ----------- | ----------- | ------ | ------ |
| 2020            | Viettel         | V1              | 18         | 5          |                 | -               | -               |                    | -                  | -                  |             | -           | -           | 18     | 5      |
| 2021            | Viettel         | V1              | 11         | 3          |                 | -               | -               | ACL                | 6                  | 3                  |             | -           | -           | 17     | 6      |
| Totale carriera | Totale carriera | Totale carriera | 29         | 8          |                 | -               | -               |                    | 6                  | 3                  |             | -           | -           | 35     | 11     |

## Palmarès

### Club

#### Competizioni nazionali
- Campionato vietnamita: 1

Viettel: 2020

#### Competizioni statali
- Campeonato Paulista Série A2: 1

Guarani: 2018

### Individuale
- Capocannoniere della Thai League 2: 1

2024-2025 (21 reti)